# Oncideres poeta
Oncideres poeta là một loài bọ cánh cứng trong họ Cerambycidae.